# David Kalisch
David Kalisch (23 février 1820 à Breslau, aujourd'hui Wrocław - 21 août 1872 à Berlin) est un dramaturge allemand.